# Comuna Kalnîk, Muncaci
Kalnîk (în ucraineană Кальник) este o comună în raionul Muncaci, regiunea Transcarpatia, Ucraina, formată din satele Kalnîk (reședința), Kuzmîno, Medvedivți, Ruska Kuceava și Șkurativți.

## Demografie
Componența lingvistică a comunei Kalnîk
     Ucraineană (99,15%)
     Alte limbi (0,74%)
Conform recensământului din 2001, majoritatea populației comunei Kalnîk era vorbitoare de ucraineană (99,15%), existând în minoritate și vorbitori de alte limbi.